# Ogni volta/Stasera resta con me
Ogni volta/Stasera resta con me è un singolo di Paul Anka, pubblicato in Italia su vinile a 45 giri dalla RCA Victor

## Il disco
Il brano sul lato A è la versione di Paul Anka del brano musicale presentato al Festival di Sanremo 1964 dal cantautore in abbinamento con Roby Ferrante Ogni volta.
Il retro, Stasera resta con me, è la cover di Cheer Up, brano scritto e interpretato da Paul Anka, in questa versione con il testo in italiano di Carlo Rossi.
Il singolo raggiunse, nel febbraio dello stesso anno, il secondo posto della Hit parade in Italia, arrivando a vendere complessivamente quasi due milioni di copie.

## Tracce

### Lato A
1. Ogni volta (Festival di Sanremo 1964) (testo: Carlo Rossi – musica: Robifer; edizioni musicali Edizioni musicali RCA)

### Lato B
1. Stasera resta con me (testo: Carlo Rossi – musica: Paul Anka)